# ساعدة بن جؤية
ساعِدة بن جُؤَيَّة الهُذَلي شاعر عربي مُخضرَم من فحول العرب أدرك الجاهلية والإسلام. تأثَّر به أبو ذؤيب الهُذَلي وبشعره. وله ديوان شعر مطبوع.

## سيرته
ساعدةُ بن جُؤَيَّة الكَعْبي الهُذَلي، أحد بني كعب بن كاهل بن الحارث بن تميم بن سعد بن هذيل بن مدركة بن إلياس بن مضر بن نزار بن معد بن عدنان.

### صفاته
لم ينقل الرواة الكثير عن ساعدة على الرغم من كونه شخصية بارزة في قبيلة هذيل في العصر الجاهلي والإسلامي. ولكن استنتج الباحثون في شعرة وأدبه الكثير من صفاته ومن أهمها شده اعتزازه بنفسه وقبيلته مثل قوله:
وقوله:
فالشاعر شانه شان كل الشعراء في ذلك العصر كانت من صفاته التي تظهر جلية في شعره هي الاعتزاز بنفسة وقومة. ومن صفاته الحكمة وردت في قصائده العديد من الحكم التي استقاها من الظروف التي عاشها. والمصائب التي رماه القدر بها. ومن صفاته الشفافية في الشعر والنفس الحالمة.

## أشعاره
له ديوان شعر مطبوع، وقُدِّمت عنه رسالة ماجستير في كلية الآداب بجامعة دمشق، بعنوان: ساعدة بن جُؤَيَّة الهُذَلي حياته وشعره، للطالبة ميساء قَتَلان، بإشراف الدكتور حسين جمعة، نوقشت عام 2003.

اشتهر ساعدة بن جؤية بالوصف؛ فوصف النياق التي تُذبَح تقربًا للآلهة في الجاهلية حين قال: 
وورد في شعره أيضًا وصف الظَّعائن مثل قوله:
ووصف ساعدة الخيل في شعره إذ كان قومه من أهل الخيل. فنجده يصف الخيل وقومه:
ويذكر ساعدة بعض أحداث الغزو فيقول:

ومن أشهر أشعاره عن العمر والشباب:
وله العديد من الأشعار التي توضح صورة الحياة الاجتماعية في مكة في العهد الجاهلي وبداية الإسلام.

## شعر الهجاء
من أشعار الهجاء لدى ساعدة هجوه لامرأة من بني الدئل من كنانة:
وذكر عنها أيضًا: